# Josef Vondrášek
Josef Vondrášek (25. července 1950 Příbram – 29. prosince 2020 Příbram) byl český politik, v letech 2013–2017 poslanec Poslanecké sněmovny PČR, v letech 2004–2012 zastupitel Středočeského kraje. V letech 1998–2020 byl jako nestraník za KSČM starostou města Rožmitál pod Třemšínem.

## Život
V letech 1956–1965 navštěvoval základní školu J. J. Ryby v Rožmitále pod Třemšínem. V letech 1965–1969 studoval na Střední průmyslové škole strojní v Příbrami.
Po maturitě v roce 1969 nastoupil jako zaměstnanec do podniku Agrostroj v Rožmitále pod Třemšínem, kde pracoval 24 let až do roku 1993 – nejdříve jako řadový dělník, později po návratu ze základní vojenské služby jako směnový mistr, normovač, plánovač – cenař či obchodně-ekonomický náměstek. V letech 1988–1993 zastával post ředitele závodu. Při zaměstnání vystudoval v letech 1982–1986 Vysokou školu ekonomickou v Praze a získal titul Ing.
Na začátku 90. let odešel z Agrostroje a po jeho privatizaci a začal soukromě podnikat. Šest let působil v rožmitálské firmě zabývající se strojírenskou výrobou, servisem a prodejem osobních aut. V letech 1993–1999 figuroval jako člen dozorčí rady firmy Agrowest a. s.
Působil také jako místopředseda občanského sdružení MAS Podbrdsko.
Zemřel 29. prosince 2020 v příbramské nemocnici.

## Politické působení
Do politiky vstoupil, když byl v roce 1990 zvolen do městského zastupitelstva v Rožmitále pod Třemšínem, jako kandidát za KSČM. V komunálních volbách v roce 1994 byl opět zvolen jako nestraník za KSČM a svůj mandát obhájil v komunálních volbách v roce 1998. Po nich se stal starostou města Rožmitálu pod Třemšínem. Také v komunálních volbách v roce 2002, v roce 2006, v roce 2010, 2014, i 2018 vždy obhájil jako nestraník za KSČM nejprve post zastupitele a následně pak starosty. Z titulu své funkce byl i předsedou Povodňové komise.
Do vyšší politiky se dostal, když byl v krajských volbách v roce 2004 zvolen jako nestraník za KSČM do Zastupitelstva Středočeského kraje. Mandát krajského zastupitele obhájil v krajských volbách v roce 2008, kdy byl zároveň kandidátem KSČM na středočeského hejtmana (této funkce ale nedosáhl). Naopak ale působil jako místopředseda Výboru pro regionální rozvoj, člen Finančního výboru, místopředseda Komise pro zahraniční spolupráci a jako předseda a později místopředseda Klubu zastupitelů KSČM. Byl také místopředsedou Výboru Regionální rady Regionálního operačního programu Střední Čechy. V krajských volbách v roce 2012 sice kandidoval, ale mandát neobhájil.
Ve volbách do Poslanecké sněmovny PČR v roce 2006 kandidoval jako nestraník za KSČM ve Středočeském kraji, ale neuspěl. O sedm let později ve volbách do Poslanecké sněmovny PČR v roce 2013 kandidoval znovu jako nestraník za KSČM ve Středočeském kraji, a to na čtvrtém místě kandidátky a byl zvolen poslancem.
Ve volbách do Poslanecké sněmovny PČR v roce 2017 již nekandidoval.